# El hombre que parecía un caballo
El hombre que parecía un caballo es un cuento de Rafael Arévalo Martínez de 1915. Es una obra pionera en la temática homosexual de la literatura de Guatemala.

## Sinopsis
La narración, contada en primera persona, narra el deseo que siente el narrador y otro personaje, un poeta llamado Señor de Aretal, referido también como Señor de los Topacios al usar joyas con estas piedras preciosas. El autor usa metáforas y comparaciones denominadas «psicozoológicas» estableciendo paralelismos entre la personalidad de los personajes y animales, en este caso, un caballo y el señor de Aretal.

## Recepción
Existen diversas interpretaciones sobre la temática del cuento. Una de ellas indica que la narración de Arévalo podría ser una referencia directa a una episodio entre el autor y el escrito de origen colombiano Porfirio Barba Jacob. Este mismo personaje lo habría confirmado en distintas ocasiones. Según este —quien además fungió como una suerte de impulsor de la obra de Arévalo— una vez escrito Arévalo se lo habría dado a leer y le habría pedido a Barba Jacob no publicarlo sino hasta su fallecimiento para no dar a conocer al público su preferencia homosexual. Esto no ocurrió, por el contrario, Barba Jacob lo alabó y reseñó en público, contribuyendo a la fama de Arévalo en países como Estados Unidos. Una reedición posterior sin la anuencia de Porfirio Barba Jacob los enfrascaría en una polémica que provocaría que este último se confirmara como el personaje del cuento, haciendo una suerte de outing no deseada por Rafael Arévalo.A la postre el cuento terminaría quedando en un plano secundario colocando en primer plano la hipótesis de la relación entre Arévalo y Barba y la crítica se centraría en esta arista. En 1969 el crítico estadounidense Joseph Antony Lonteen buscaría a Rafael Arévalo en Guatemala para profundizar una investigación sobre la obra y terminaría estableciendo con Arévalo una relación.
Como recoge Tamar Flores, otra línea de interpretación del cuento está en un desarrollo creativo de un aspecto de la propia personalidad de Arévalo, opinión hecha por posturas de Carlos Wyld Ospina y de investigadores como Daniel R. Reedy. El autor mismo en entrevistas posteriores llamaría «pueril» la pretensión de Porfirio Barba Jacob de colocarse como la personificación del Señor de Aretal y atribuye el desarrollo de su propia introspección y la probable relación con Barba Jacob como casual.Otra interpretación de Antonio Pagés denota la probable influencia del pensamiento indígena de Guatemala en la obra de Arévalo, misma en la que las personas tienen en sí mismas una personalidad humana y otra animal.
El texto fue alabado por autores como Rubén Darío y Gabriela Mistral.